# Thornton in Lonsdale
Thornton in Lonsdale – wieś w Anglii, w hrabstwie North Yorkshire, w dystrykcie (unitary authority) North Yorkshire. Leży 94 km na zachód od miasta York i 339 km na północny zachód od Londynu. W 2001 miejscowość liczyła 308 mieszkańców.